# Manitoba Grain Growers' Association
La Manitoba Grain Growers' Association (MGGA) était une association d' agriculteurs qui était active dans les deux premières décennies du 20e siècle dans Manitoba, au Canada. Elle a offert une voix aux agriculteurs dans leur lutte avec les négociants en grains et les chemins de fer, et a joué un rôle important dans l'obtention de la législation favorable à ces agriculteurs.
Le MGGA prit en charge une coopérative d'agriculteurs des prairies, et son organe de presse le Grain Growers Guide. Au début, elle est restée neutre politiquement, mais en 1920, elle a été restructurée comme le Parti progressiste du Manitoba afin de devenir un parti politique.

## Arrière-plan

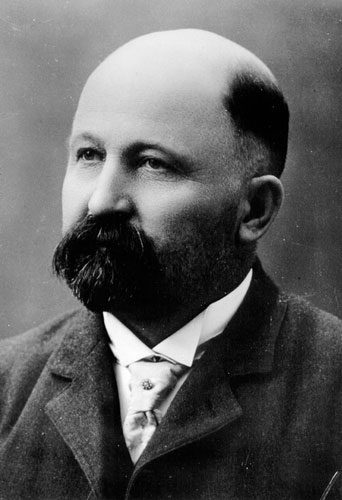
William Richard Motherwell, fondateur de la TGGA

Le Loi de 1902 sur les Grains du Manitoba a été adoptée en 1901 pour prévenir les abus et d'assurer des pratiques loyales et des prix justes permettant l'essor du commerce des céréales dans les provinces des prairies du Canada.

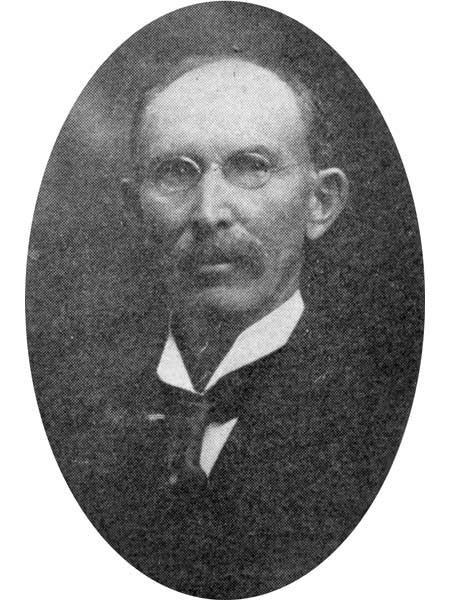
James William Scallion (1847-1926), Fondateur et premier Président de la Manitoba Grain Growers’ Association

### Fondation
La première association des producteurs de céréales du Manitoba a été fondée à Virden, au Manitoba, le 7 janvier 1903. La Manitoba Grain Growers' Association a ensuite été créée lors d'une réunion les 3 et 4 mars à Brandon, au Manitoba. Le premier président fut James William Scallion (1847-1926) à partir de Virden.
En 1903, deux agents de la MGGA ont accompagné Motherwell et J. B. Gillespie de la TGGA à Ottawa, où ils ont rencontré les représentants des chemins de fer et les sociétés céréalières afin de resserrer le libellé de la Loi des Grains du Manitoba. Le texte suivant a été présenté comme un amendement à la loi qui a été adoptée cette année-là.
Duncan William McCuaig a été président de 1904 à 1910. Pendant de nombreuses années, l'ancien pasteur Richard Coe Henders (1853-1932) a été président de l'association.
Les agriculteurs étaient majoritairement protestants, y compris les Baptistes, Luthériens, les Méthodistes, les Presbytériens et les Anglicans. La fréquentation des églises était élevée, et les églises ont servi comme d'importantes institutions sociales.
Au début de Première Guerre mondiale, l'Évangile Social du mouvement a commencé à se répandre parmi les Méthodistes. Le concept de base était que le Christianisme devrait être concerné par l'éradication de l'injustice et de la promotion de la coopération plutôt que la concurrence. En 1915, le Dr Salem Fade, du Wesley College de Winnipeg, s'est adressé aux délégués à la MGGA convention.

### La Grain Growers' Grain Company
Le 27 janvier 1906, la Grain Growers' Grain Company (GGGC) a été fondée comme une société coopérative pour gérer la commercialisation des grains, sous la direction de Edward Alexander Partridge.
Au début de 1908, ce dernier a convaincu l'Association des céréaliers de la Saskatchewan (SGGA) d'approuver le principe que les locaux des silos à grains doivent être la propriété de la province et les exploitants de silos terminaux agréés. L association du Manitoba a adopté une résolution en faveur de cette proposition lors de sa convention.
En 1917, la Grain Growers' Grain Company a été fusionnée avec la coopérative des Agriculteurs de l'Alberta " Co-operative Elevator Company, fondée en 1913, pour former l'Organisation des Producteurs de Grains (UGG).

### L'hebdomadaireGrain Growers Guide

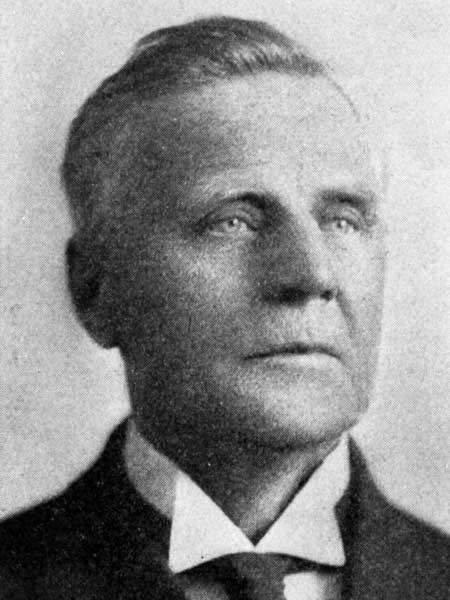
Richard Coe Henders (1853-1932), longtemps président

Le Grain Growers' Guide est d'abord apparu en 1908, édité par Edward Alexander Partridge par le biais de sa filiale, la Presse Publique Limitée, pour représenter les intérêts de la MGGA et de ses organisations sœurs, SGGA et Fermiers Unis de l'Alberta (UFA).

### La politique
La Manitoba Grain Growers Association a pris position en faveur du vote des femmes en 1911. En 1912, les femmes ont été admises comme membres associés, et en 1914, la constitution a été modifiée pour reconnaître les femmes comme des membres à part entière.
En 1917, une section des femmes a été organisée.
Au cours du mois de janvier 1917 à la réunion annuelle de la MGGA il y avait beaucoup de discussions sur la question de la conscription. Fred Dixon a été connu pour soutenir les droits des objecteurs de conscience, position impopulaire auprès de la plupart des délégués. L'association s'est prononcée en faveur du libre-échange plutôt que d'un système protectionniste qui serait d'abord favorable à la Grande-Bretagne et ses alliés.
En 1920, lA Manitoba Grain Growers' Association a changé son nom pour les United Farmers of Manitoba (UPM), dans un effort pour élargir sa base et dans la préparation à devenir un parti politique. En 1921, l'UPM a présenté des candidats lors de l'élection fédérale. Dans les élections provinciales, l'année suivante, l'UPM a remporté la majorité des sièges.